# دوغ فريزر
دوغ فريزر (بالإنجليزية: Doug Fraser)‏ (8 ديسمبر 1941 بأبردين في المملكة المتحدة - ) هو مدرب كرة قدم ولاعب كرة قدم بريطاني في مركزي الدفاع والظهير. شارك مع منتخب اسكتلندا لكرة القدم. أما مع النوادي، فقد لعب مع نادي أبردين ونادي والسول ونوتينغهام فورست ووست بروميتش ألبيون.

## وصلات خارجية
- دوغ فريزر على موقع قاعدة بيانات كرة القدم.إي يو (الإنجليزية)